# Marcel Koller
Marcel Koller (Zürich, 1960. november 11. –) svájci válogatott labdarúgó, edző.
A svájci válogatott tagjaként részt vett az 1996-os Európa-bajnokságon.

## Sikerei, díjai

### Játékosként
Grasshoppers
- Svájci bajnok (7): 1981–82, 1982–83, 1983–84, 1989–90, 1990–91, 1994–95, 1995–96
- Svájci kupa (5): 1982–83, 1987–88, 1988–89, 1989–90, 1993–94

### Edzőként
St. Gallen
- Svájci bajnok (1): 1999–2000

VfL Bochum
- Német másodosztályú bajnok (1): 2005–06